# 你的臉
《你的臉》為台灣導演蔡明亮的作品，於2018年第75屆威尼斯影展選入非競賽單元。

## 製作
該片邀請日本電影配樂家坂本龍一製作編曲。事後，坂本龍一出席本片於釜山國際影展的映後座談時，表示在他做電影配樂的生涯中，只有兩個導演沒有給他任何指示或要求，一位是大島渚，另外一位就是蔡明亮。

## 發行
2018年蔡明亮以該片第8度受邀於威尼斯影展進行世界首映。並入選紐約影展的 Projection 單元，以及金馬國際影展的閉幕片。

## 獎項及提名
| 類別             | 頒獎日期       | 獎項             | 名字       | 結果 | 參考   |
| ---------------- | -------------- | ---------------- | ---------- | ---- | ------ |
| 臺北電影獎       | 2019年7月13日  | 百萬首獎         | 《你的臉》 | 提名 | [ 9 ]  |
| 臺北電影獎       | 2019年7月13日  | 最佳紀錄片       | 《你的臉》 | 獲獎 | [ 9 ]  |
| 臺北電影獎       | 2019年7月13日  | 最佳導演         | 蔡明亮     | 獲獎 | [ 9 ]  |
| 臺北電影獎       | 2019年7月13日  | 最佳配樂         | 坂本龍一   | 獲獎 | [ 9 ]  |
| 臺北電影獎       | 2019年7月13日  | 最佳剪輯         | 張鍾元     | 提名 | [ 9 ]  |
| 金馬獎           | 2019年11月23日 | 最佳紀錄片       | 《你的臉》 | 獲獎 | [ 10 ] |
| 金馬獎           | 2019年11月23日 | 最佳原創電影音樂 | 坂本龍一   | 提名 | [ 10 ] |
| 台灣影評人協會獎 | 2019年12月19日 | 最佳導演         | 蔡明亮     | 獲獎 | [ 11 ] |

## 外部連結
- 豆瓣电影上《你的臉》的資料 （简体中文）
- 開眼電影網上《你的臉》的資料（繁體中文）
- 爛番茄上《你的臉》的資料（英文）
- 互联网电影数据库（IMDb）上《你的臉》的资料（英文）